# Горак, Мартин
Ма́ртин Го́рак (чеш. Martin Horák; 16 сентября 1980, Оломоуц) — чешский футболист, центральный защитник.

## Клуб карьера
Мартин Горак начал играть в футбол в клубе «Виктория» (Пльзень), после чего также выступал за пражские «Богемианс 1905» и «Спарту». В 2003 году перешел в российский клуб «Зенит» (СПб), где не закрепился, поэтому в дальнейшем играл за турецкий «Денизлиспор» и ряд других российских клубов.
В марте 2012 года стал футболистом клуба швейцарской региональной лиги «Сирнах», получив там капитанскую повязку. Летом 2015 года он перешел в другой региональный клуб «Узвил», где играл в течение одного сезона, а потом закончил футбольную карьеру.

## Выступления в сборной
Сыграл один матч за юношескую сборную Чехии до 16 лет. Это был товарищеский матч 24 марта 1997 против Венгрии, который закончился ничьей 1:1.
В 2001—2002 годах играл за молодежную сборную, проведя 8 матчей и забив 5 голов. В ее составе был участником молодежного чемпионата Европы в 2002 году в Швейцарии, где чехи выиграли свой первый титул. Однако Мартин на турнире сыграл только в первой игре группового этапа 16 мая против Франции, чешская сборная проиграла (0:2).

## Достижения
- Чемпион Европы среди молодёжных команд: 2002
- Серебряный призёр чемпионата России: 2003
- Обладатель Кубка российской премьер-лиги: 2003
- Серебряный призёр в составе ФК «Сибирь» в первом дивизионе России 2009